# 平井直衛
平井 直衛（ひらい なおえ、1893年〈明治26年〉6月3日 - 1967年〈昭和42年〉9月15日）は、岩手県出身の教員・酒造家・興行主。紫波郡日詰町（現・紫波町）議会議員・日詰町議会議長。言語学者の金田一京助は実兄。

## 経歴

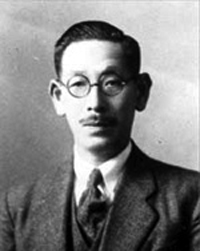
兄の金田一京助

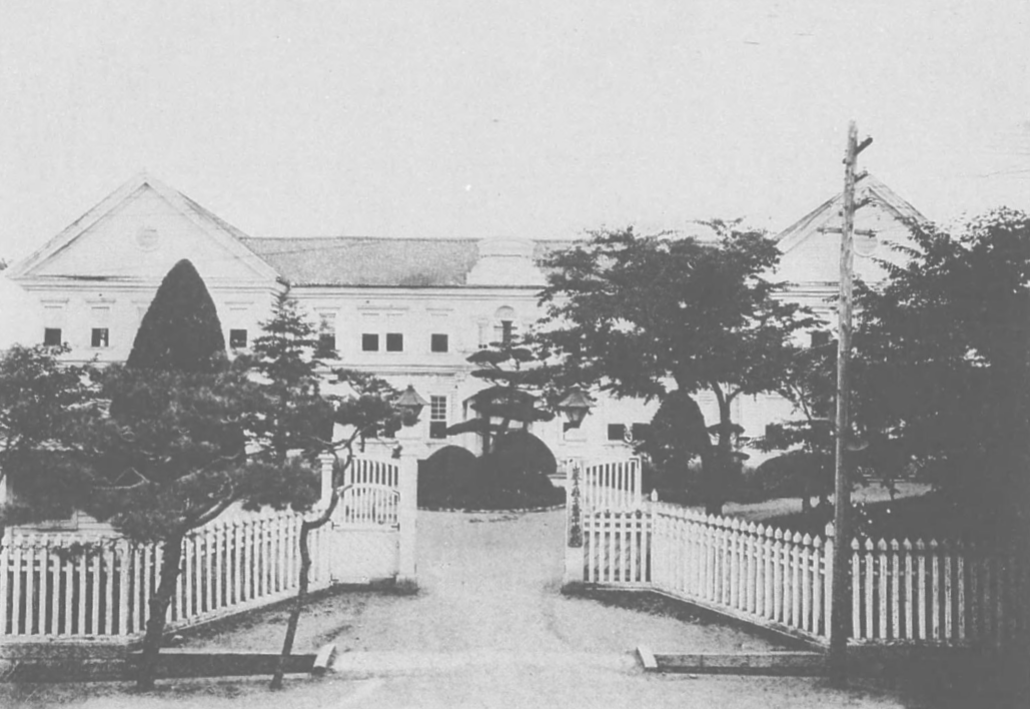
母校であり教壇にも立った岩手県立盛岡中学校

### 青年時代
1893年（明治26年）6月3日、岩手県盛岡市下厨河65番地の金田一家に生まれた。父は金田一久米之助、母は金田一ヤス。直衛は四男であり、兄に金田一京助がいる。
岩手県立盛岡中学校（現・岩手県立盛岡第一高等学校）、第二高等学校（現・東北大学）を卒業した。1916年（大正5年）12月には岩手県紫波郡日詰町の平井キヌと結婚して平井家の婿養子となった。父の金田一久米之助が事業に失敗したことで経済的に苦しく、結婚の代わりに帝国大学進学に際して平井家から学費援助を受ける条件があったためである。平井キヌの父である平井長吉は、造り酒屋である平長酒造店の経営者だった。

### 結婚後
結婚後には東京帝国大学文学部に入学して英文学を専攻した。1917年（大正6年）には長男の平井英路が生まれた。大学卒業後には宮城県立仙台第二中学校（現・宮城県仙台第二高等学校）で教員となった。なお、次男の平井昌二は生後半年の1922年（大正11年）9月8日に夭逝している。1923年（大正12年）には母校の岩手県立盛岡中学校で教壇に立ち、盛岡中学校内に社会主義研究クラブを設立した。この頃には盛岡市に居住して盛岡中学校に通い、しばしば日詰町に帰るという生活をしていた。
義父の平井長吉が高齢になったことで、1928年（昭和3年）には盛岡中学校の職を辞して日詰町に戻った。思想上の問題も盛岡中学校を去った理由のひとつだったが、同年には昭和天皇御大典の地方饗宴に招かれている。1929年（昭和4年）6月には平井長吉が死去し、平井直衛は正式に平長酒造店の跡を継いだ。しかし、白梅館の興行面は長井治作に依頼し、平長酒造店の経営は番頭に任せていたという。
長男の平井英路は早稲田大学商学部を卒業しているが、映画脚本家を志して脚本「首途」（かどで）を書いた際には、平長酒造店の銘柄として「首途」を出した。1943年（昭和18年）に英路が大東亜戦争で満洲国に出征、満洲で死去したとされている。なお、弟の金田一六郎は岩手県立日詰高等学校の教員となり日詰町に住んだ。

### 戦後
戦後すぐに日本社会党に入党して紫波支部長に就任し、1947年（昭和22年）4月の第1回統一地方選挙では日詰町議会議員選挙に出馬してトップ当選した。後には日詰町議会議長にも選出されている。平井直衛は1967年（昭和42年）9月15日に74歳で死去した。

## 平長酒造店
平長酒造店の創業は1909年（明治42年）のことであり、当初は本家である平井六右衛門家（平六商店）の敷地内に構えていた。大正末期には平六商店が盛岡市に移転したため、日詰町における平六商店の酒造りを平長酒造店が引き継いだともいえる。1921年（大正10年）時点の紫波郡における酒造量は、志和村の村井権兵衛が清酒1092石など、日詰町の平長酒造店が清酒700石など、古館村の横沢酒造場が清酒591石などだった。
1939年（昭和14年）時点の紫波郡における酒造量は、日詰町の平長酒造店が清酒61キロリットルなど、水分村の広田酒造場が清酒446キロリットルなど、志和村の志和酒造店が清酒410石など、志和村の山北酒造店が560石などだった。
1955年（昭和30年）には日詰町に源を持つ盛岡市の平六商店が平長酒造店を吸収合併している。平六商店は1968年（昭和43年）に菊の司酒造に改称し、菊の司酒造は平長酒造店名義で「首途」を作っていた。この頃の平長酒造店は販売に専念していた。

## 白梅館
1925年（大正14年）、平井直衛は日詰町に芝居小屋を建設する計画を立て、義父の平井長吉もこの計画に賛同した。同年10月7日には北上川に架かる初の鉄筋コンクリート橋として紫波橋が完成し、またこの頃には日詰町立星山小学校の校舎が新築された。平井直衛は星山小学校の旧校舎を移築して、日詰町の歴史上初となる劇場「白梅館」（はくばいかん）を開館させた。名称は平長酒造店の銘柄「白梅」（しらうめ）に由来している。
1949年（昭和24年）には岩手大学の歴史学者である森嘉兵衛の歴史講座を白梅館で開催した。1950年（昭和25年）頃に兄の金田一京助が日詰町を訪れた際には、金田一京助の講演会を白梅館で開催した。戦後の白梅館は音楽会、演劇、弁論、講演、芝居、映画など、様々な興行や催しに利用された。1957年（昭和32年）に開催した啄木祭が白梅館における最後の行事とされる。
2019年（令和元年）には紫波町日詰で「白梅館を語る会」が開催された。